# USAC National Championship 1962
USAC National Championship 1962 var ett race som kördes över tretton omgångar. Rodger Ward blev mästare, samtidigt som han för andra gången lyckades vinna Indianapolis 500, vilket gjorde 1962 till ett oerhört lyckat år för Wards del. A.J. Foyt lyckades inte försvara hans titlar från 1960 och 1961, men tog ändå fyra segrar och andraplatsen i mästerskapet.

## Delsegrare
| Datum        | Bana             | Vinnare        |
| ------------ | ---------------- | -------------- |
| 8 april      | Trenton          | A.J. Foyt      |
| 30 maj       | Indianapolis 500 | Rodger Ward    |
| 10 juni      | Milwaukee        | A.J. Foyt      |
| 1 juli       | Langhorne        | A.J. Foyt      |
| 22 juli      | Trenton          | Rodger Ward    |
| 19 augusti   | Springfield      | Jim Hurtubise  |
| 20 augusti   | Milwaukee        | Rodger Ward    |
| 26 augusti   | Langhorne        | Don Branson    |
| 8 september  | Syracuse         | Rodger Ward    |
| 15 september | Indiana          | Parnelli Jones |
| 23 september | Trenton          | Don Branson    |
| 28 oktober   | Sacramento       | A.J. Foyt      |
| 18 november  | Arizona          | Bobby Marshman |

## Slutställning
| Plats | Förare          | Poäng |
| ----- | --------------- | ----- |
| 1     | Rodger Ward     | 2460  |
| 2     | A.J. Foyt       | 1950  |
| 3     | Parnelli Jones  | 1760  |
| 4     | Don Branson     | 1700  |
| 5     | Bobby Marshman  | 1581  |
| 6     | Jim Hurtubise   | 1340  |
| 7     | Len Sutton      | 1250  |
| 8     | Jim McElreath   | 1210  |
| 9     | Eddie Sachs     | 1060  |
| 10    | Don Davies      | 960   |
| 11    | Lloyd Ruby      | 700   |
| 12    | Roger McKluskey | 690   |